# NASCAR Revolution
NASCAR Revolution (estilizado como NASCAR revolution) es un videojuego de carreras desarrollado por Stormfront Studios y publicado por EA Sports (una división de Electronic Arts).  Es parte de la serie EA Sports NASCAR, siendo el tercer título de la serie de juegos.  El juego fue lanzado en 1999 para Microsoft Windows 95 y Windows 98, a diferencia de los juegos anteriores de la franquicia que eran exclusivos para consolas.  Cuenta con pilotos de carreras de la temporada de la NASCAR Cup Series de 1998 (en el lanzamiento original) o de la temporada de 1999 (en NASCAR Revolution SE), como Kyle Petty y Dale Earnhardt.

## Jugabilidad
NASCAR Revolution permite competir en stock cars. Cuenta con 17 pistas auténticas y todos los nombres y marcas oficiales que vienen con la licencia de NASCAR. El juego también contiene una base de datos de pilotos de NASCAR con estadísticas oficiales y biografía.
Los modos de juego incluyen carrera individual, partida multijugador y modo temporada. El modo multijugador te permite competir con personas de todo el mundo a través de Internet.
Se puede personalizar cualquier parte del coche. El juego presenta un modelo de daño realista y paradas en boxes en la carrera, condiciones climáticas variables y un equipo de boxes falible.

## Recepción
| Recepción |              |
| --- | ------------ |
| Puntuaciones de reseñas Evaluador Calificación GameRankings 56% [ 2 ] Puntuaciones de críticas Publicación Calificación Computer Games Strategy Plus [ 3 ] Computer Gaming World [ 4 ] GamePro [ 5 ] Game Revolution C [ 6 ] GameSpot 4.1/10 [ 7 ] GameSpy (SE) 71% [ 8 ] IGN 4.5/10 [ 9 ] PC Gamer EEUU 34% [ 10 ] |              |
| Puntuaciones de reseñas |              |
| Evaluador | Calificación |
| GameRankings | 56%          |
| Puntuaciones de críticas |              |
| Publicación | Calificación |
| Computer Games Strategy Plus | [ 3 ]        |
| Computer Gaming World | [ 4 ]        |
| GamePro | [ 5 ]        |
| Game Revolution | C            |
| GameSpot | 4.1/10       |
| GameSpy | (SE) 71%     |
| IGN | 4.5/10       |
| PC Gamer EEUU | 34%          |

El juego recibió críticas mixtas a negativas según el sitio web de agregación de reseñas GameRankings.
Fue finalista del premio "Juego deportivo del año" en los Second Interactive Achievement Awards de la AIAS, que fue para FIFA 99.